# Vasbeck
Vasbeck ist ein Ortsteil der Gemeinde Diemelsee im nordhessischen Landkreis Waldeck-Frankenberg. Im Jahr 2020 blickte der Ort auf eine 900-jährige Ortsgeschichte zurück.

## Geographie

### Geographische Lage
Vasbeck liegt im Upland im Naturpark Diemelsee. Im Ort treffen sich die Landesstraßen 3078 und 3297. An die Vasbecker Gemarkung grenzen im Norden die Orte Heddinghausen, Leitmar und Canstein im Bundesland Nordrhein-Westfalen und der Bad Arolsener Ortsteil Massenhausen im Osten an. Im Süden befinden sich der Twistetaler Ortsteil Gembeck und im Westen der Diemelseer Ortsteil Adorf. Südlich und westlich des Ortes befinden sich zahlreiche Windkraftanlagen. Im Norden und Osten wird der Ort von Wäldern umgeben. Vasbeck liegt zwischen Dortmund und Kassel südlich von Paderborn, ungefähr in der Mitte eines Dreiecks mit den Eckpunkten Korbach, Brilon und Marsberg. Die dem Ort zugerechnete Gemarkungsgröße beträgt 1.031 Hektar. Bekannte Siedlungsplätze in der Gemarkung von Vasbeck finden sich in nachfolgender Übersicht:
- Dulenkerken (Wüstung)
- Hohausen (Wüstung)
- Kleppmühle (historische Mühle, ein oberschlächtiger Mahlgang, seit etwa 1924 nicht mehr in Betrieb)
- Lethe (Wüstung)
- Mühlingsen (Wüstung)
- Ostheim (Wüstung)
- Ziegelei (Gewerbesiedlung)
- Burg Grimmenstein

### Naturräumliche Gliederung
Naturräumlich ist der Ort der Region „332 Ostsauerländer Gebirgsrand“ und darin dem Vorupländer Hügelland (332.61) zugeordnet.

## Geschichte

### Ortsgeschichte
Die älteste bekannte schriftliche Erwähnung von Vasbeck erfolgte unter dem Namen Fassenbike zur Zeit des Abtes Erkenbert (1107–1128) des Klosters Corvey. Dort wir eine Lehen des Klosters in Vasbeck genannt.
Die bekannten historischen Erwähnungen finden sich in folgender Übersicht:
- Fassenbike, in (1107–1128) [Abschrift 15. Jahrhundert, Registrum Erkenberti Corbeiensis Abbatis, in: Kaminsky, Reichsabtei Corvey, S. 239, § 50]
- Vassenbike, in (13. Jahrhundert) [Verzeichnis von Zehnt-Einkünften der Abtei Corvey, in: Liber vitae der Abtei Corvey, Bd. 1, S. 113, i.5]
- Vassenbeke, de (1222) [Urkunden der Propstei Marsberg, S. 35, Nr. 9]
- Vassenbike (1250) [Urkunden der Propstei Marsberg, S. 42–43, Nr. 17]
- Vassenbike, in (1336–1359) [Paul Wigand, in: Archiv für Geschichte und Alterthumskunde Westphalens 6 (1834), S. 389, § 14]
- Wessenbeke, in (1336–1359) [Paul Wigand, in: Archiv für Geschichte und Alterthumskunde Westphalens 6 (1834), S. 395, § 53]
- Vastenbeke, in (1427) [Urkunden der Propstei Marsberg, S. 182, Nr. 338]
- Fasmek (1483) [HStAM Bestand Urk. 85 Nr. 4072]
- Faßmecke (1537) [HStAM Bestand 127 Nr. 3]
- Vasbeck (1733) [HStAD Bestand P 23 Nr. 56]

Auf dem nahegelegenen Berg „Uhlenkirche“ befand sich im 12. Jahrhundert eine Burg. Im 14. Jahrhundert erbaute anstelle dieser Vorgängerburg Graf Heinrich IV. von Waldeck die Burg Grimmenstein.
Im Jahr 1814 gehörte Vasbeck zum Amt Arolsen im Fürstentum Waldeck-Pyrmont, ab 1929 mit dem Kreis der Twiste zur Provinz Hessen-Nassau im Deutschen Reich und ab 1942 zum Landkreis Waldeck.
Hessische Gebietsreform (1970–1977)
Zum 31. Dezember 1971 entstand im Zuge der Gebietsreform in Hessen durch den freiwilligen Zusammenschluss der bis dahin selbständigen Gemeinden Adorf, Benkhausen, Deisfeld, Flechtdorf, Giebringhausen, Heringhausen, Ottlar, Rhenegge, Schweinsbühl, Stormbruch, Sudeck, Vasbeck und Wirmighausen die neue Gemeinde Diemelsee. Sitz der Gemeindeverwaltung wurde Adorf.
Für die ehemals selbständigen Gemeinden von Diemelsee wurden gemäß Hauptsatzung Ortsbezirke mit Ortsbeirat und Ortsvorsteher errichtet. Die Grenzen der Ortsbezirke folgen grundsätzlich den Gemarkungsgrenzen.

### Verwaltungsgeschichte im Überblick
Die folgende Liste zeigt die Staaten bzw. Herrschaftsgebiete und deren untergeordnete Verwaltungseinheiten, in denen Vasbeck lag:
- 1537 und später: Heiliges Römisches Reich, Grafschaft Waldeck, Amt Mengeringhausen, zeitweilig auch Wetterburg bzw. später Landau
- ab 1712: Heiliges Römisches Reich, Fürstentum Waldeck, Amt Arolsen
- ab 1806: Fürstentum Waldeck, Amt Arolsen
- ab 1815: Fürstentum Waldeck, Oberamt der Diemel (Sitz in Arolsen)
- ab 1816: Fürstentum Waldeck, Oberjustizamt der Twiste (Sitz in Arolsen)
- ab 1850: Fürstentum Waldeck-Pyrmont (seit 1849), Kreis der Twiste (Sitz bis 1857 in Mengeringhausen, dann in Arolsen)[Anm. 1]
- ab 1867: Fürstentum Waldeck-Pyrmont (Akzessionsvertrag mit Preußen), Kreis der Twiste
- ab 1871: Deutsches Reich, Fürstentum Waldeck-Pyrmont, Kreis der Twiste
- ab 1919: Deutsches Reich, Freistaat Waldeck-Pyrmont, Kreis der Twiste
- ab 1929: Deutsches Reich, Freistaat Preußen, Provinz Hessen-Nassau, Regierungsbezirk Kassel, Kreis der Twiste
- ab 1942: Deutsches Reich, Freistaat Preußen, Provinz Hessen-Nassau, Regierungsbezirk Kassel, Landkreis Waldeck
- ab 1944: Deutsches Reich, Freistaat Preußen, Provinz Kurhessen, Regierungsbezirk Kassel, Landkreis Waldeck
- ab 1945: Amerikanische Besatzungszone, Groß-Hessen, Regierungsbezirk Kassel, Landkreis Waldeck
- ab 1946: Amerikanische Besatzungszone, Hessen, Regierungsbezirk Kassel, Landkreis Waldeck
- ab 1949: Bundesrepublik Deutschland, Hessen, Regierungsbezirk Kassel, Landkreis Waldeck
- ab 1972: Bundesrepublik Deutschland, Hessen, Regierungsbezirk Kassel, Landkreis Waldeck, Gemeinde Diemelsee[Anm. 2]
- ab 1974: Bundesrepublik Deutschland, Hessen, Regierungsbezirk Kassel, Landkreis Waldeck-Frankenberg, Gemeinde Diemelsee

### Bevölkerung
Einwohnerstruktur 2011
Nach den Erhebungen des Zensus 2011 lebten am Stichtag dem 9. Mai 2011 in Vasbeck 489 Einwohner. Darunter waren 9 (1,8 %) Ausländer.
Nach dem Lebensalter waren 72 Einwohner unter 18 Jahren, 210 waren zwischen 18 und 49, 108 zwischen 50 und 64 und 96 Einwohner waren älter.
Die Einwohner lebten in 204 Haushalten. Davon waren 54 Singlehaushalte, 54 Paare ohne Kinder und 75 Paare mit Kindern, sowie 15 Alleinerziehende und 3 Wohngemeinschaften. In 33 Haushalten lebten ausschließlich Senioren und in 138 Haushaltungen leben keine Senioren.
Einwohnerentwicklung
 Quelle: Historisches Ortslexikon
- 1541: 32 Häuser
- 1738: 41 Häuser
- 1770: 62 Häuser, 266 Einwohner

| Vasbeck: Einwohnerzahlen von 1770 bis 2020 | Vasbeck: Einwohnerzahlen von 1770 bis 2020 | Vasbeck: Einwohnerzahlen von 1770 bis 2020 | Vasbeck: Einwohnerzahlen von 1770 bis 2020 | Vasbeck: Einwohnerzahlen von 1770 bis 2020 |
| --- | ------------------------------------------ | ------------------------------------------ | ------------------------------------------ | ------------------------------------------ |
| Jahr |                                            |                                            |                                            | Einwohner                                  |
| 1770 | 1770                                       |                                            | 266                                        | 266                                        |
| 1800 | 1800                                       |                                            | ?                                          | ?                                          |
| 1834 | 1834                                       |                                            | 453                                        | 453                                        |
| 1840 | 1840                                       |                                            | 471                                        | 471                                        |
| 1846 | 1846                                       |                                            | 429                                        | 429                                        |
| 1852 | 1852                                       |                                            | 471                                        | 471                                        |
| 1858 | 1858                                       |                                            | 463                                        | 463                                        |
| 1864 | 1864                                       |                                            | 466                                        | 466                                        |
| 1871 | 1871                                       |                                            | 459                                        | 459                                        |
| 1875 | 1875                                       |                                            | 431                                        | 431                                        |
| 1885 | 1885                                       |                                            | 424                                        | 424                                        |
| 1895 | 1895                                       |                                            | 440                                        | 440                                        |
| 1905 | 1905                                       |                                            | 466                                        | 466                                        |
| 1910 | 1910                                       |                                            | 453                                        | 453                                        |
| 1925 | 1925                                       |                                            | 482                                        | 482                                        |
| 1939 | 1939                                       |                                            | 451                                        | 451                                        |
| 1946 | 1946                                       |                                            | 669                                        | 669                                        |
| 1950 | 1950                                       |                                            | 703                                        | 703                                        |
| 1956 | 1956                                       |                                            | 573                                        | 573                                        |
| 1961 | 1961                                       |                                            | 540                                        | 540                                        |
| 1967 | 1967                                       |                                            | 530                                        | 530                                        |
| 1980 | 1980                                       |                                            | ?                                          | ?                                          |
| 1990 | 1990                                       |                                            | ?                                          | ?                                          |
| 2001 | 2001                                       |                                            | 558                                        | 558                                        |
| 2011 | 2011                                       |                                            | 489                                        | 489                                        |
| 2015 | 2015                                       |                                            | 503                                        | 503                                        |
| 2020 | 2020                                       |                                            | 550                                        | 550                                        |
| Datenquelle: Historisches Gemeindeverzeichnis für Hessen: Die Bevölkerung der Gemeinden 1834 bis 1967. Wiesbaden: Hessisches Statistisches Landesamt, 1968. Weitere Quellen: LAGIS; Gemeinde Diemelsee; Zensus 2011 |                                            |                                            |                                            |                                            |

Religionszugehörigkeit
| • 1885: | 434 evangelische (= 98,64 %), ein katholischer (= 0,23 %), fünf jüdische (= 1,14 %) Einwohner |
| • 1961: | 498 evangelische (= 92,22 %), 35 katholische (= 6,48 %) Einwohner                             |

## Politik
Bürgermeister der Gemeinde Diemelsee ist Volker Becker, der Ortsvorsteher von Vasbeck ist Albrecht Tobien.

## Kultur und Sehenswürdigkeiten

### Kirche

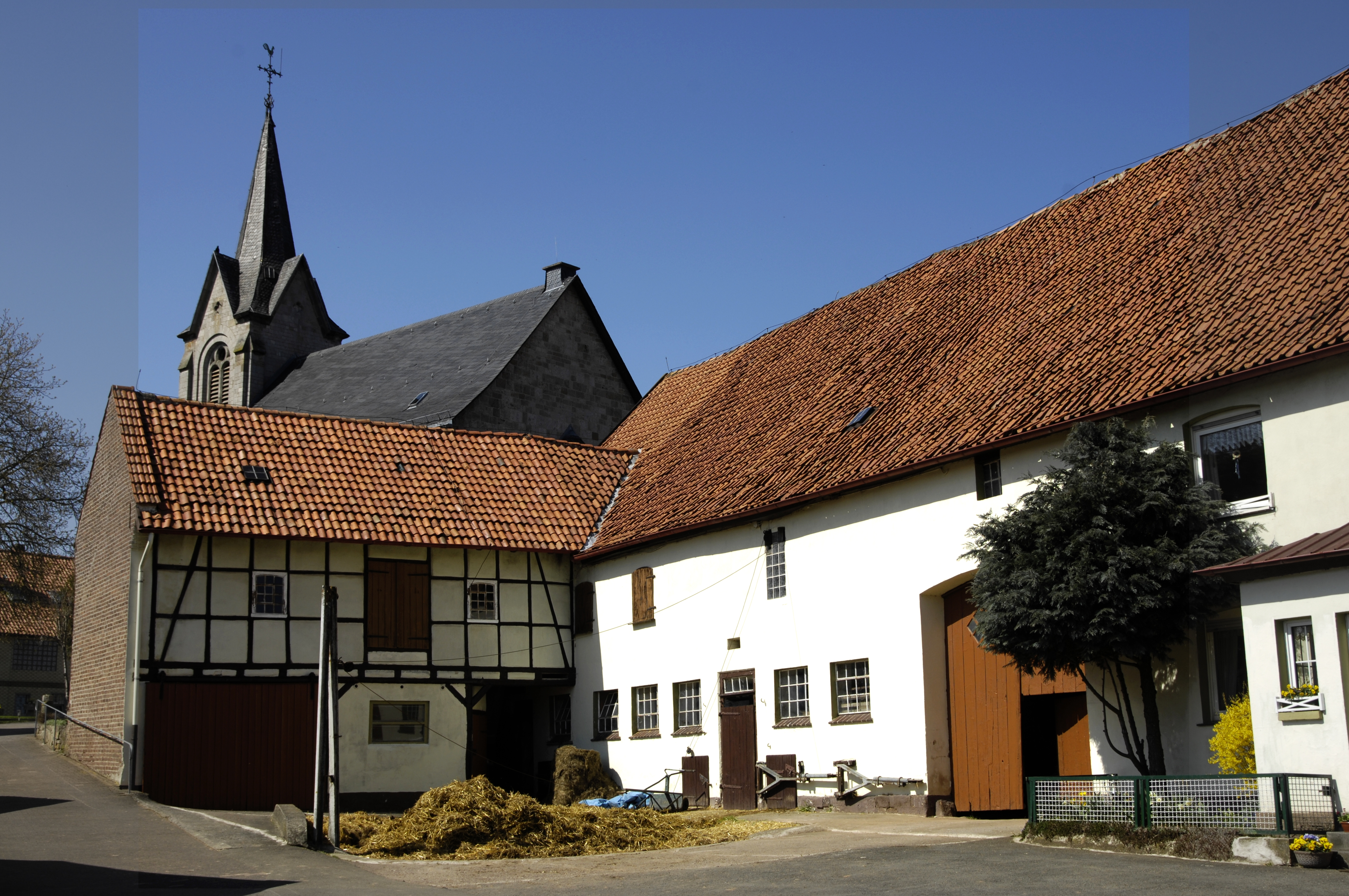
Ortskern mit Kirche

Zur Mitte des 13. Jahrhunderts wird erstmals eine Kirche erwähnt. Sie gehörte vermutlich zu den ältesten Kirchen der Region und war dem hl. Michael geweiht. Dieser Bau wurde über die Jahrhunderte genutzt, erlitt 1818 einen Brand, 1845 stürzte der Turm ein und schließlich entschied man sich in den 1870er Jahren zum Neubau der ab 1878 nach Plänen des Berliner Architekten August Orth errichteten Kirche: an das dreijochige, einschiffige und gewölbte Langhaus mit Empore schloss sich im Osten ein eingezogener, apsidialer Chor, im Westen ein Turm, der sich mit dem oberen Geschoss nur wenig über den Dachfirst erhob. Dieser Bau wurde im Zweiten Weltkrieg am 23. Juli 1940 um 2:30 Uhr als erste Kirche im gesamten Deutschen Reich von einer britischen Bombe zerstört und konnte erst 13 Jahre später wieder errichtet werden, diesmal mit Flachdecke, Orgelempore im Westen und insgesamt schlichterer Ausstattung.

### Burg
Die Burg Grimmenstein ist eine abgegangene Höhenburg in der Nähe von Vasbeck.

### Vereine
Das Vereinsleben von Vasbeck widmet sich öffentlichen Aufgaben, der Natur sowie sozialen und kulturhistorischen Interessen. Das ehrenamtliche Engagement in kleinen nordhessischen Orten wie Vasbeck wurde in Untersuchungen als bemerkenswerter Bestandteil der Zukunftssicherung erkannt. Mit der hessischen Verfassungsreform 2018 wurde die Förderung des ehrenamtlichen Engagements als Staatsziel aufgenommen. Das Engagement des Fördervereins zum Schwimmbad wurde im August 2017 vom hessischen Europastaatssekretär Mark Weinmeister in Vasbeck hervorgehoben. Nennenswerte Vereine des Ortes sind:
| - Chor Sing & Swing Vasbeck - Dorfjugend Vasbeck - DRK-Ortsverein Vasbeck - Freiwillige Feuerwehr Diemelsee-Vasbeck - Gemischter Chor Vasbeck | - Hüttenclub Vasbeck - Jagdgenossenschaft Vasbeck - Kyffhäuser Verein - Landfrauenverein Vasbeck - Posaunenchor Vasbeck | - Schwimmbadförderverein Diemelsee-Vasbeck - TSV 1945 Vasbeck - VdK Ortsgruppe Vasbeck - Verkehrsverein Vasbeck |

### Auszeichnungen und Wettbewerbe
- Der Hessische Denkmalschutzpreis wurde 2017 der „Großfamilie Butzlaff-Muschick“ für den Erhalt und die Sanierung der „Dorfschule Vasbeck“ zuerkannt.[20]

## Infrastruktur
Im Ort gibt es ein beheiztes Freibad sowie eine Mehrzweckhalle, einen Kindergarten und einen Tennisplatz. Das Freibad wurde 2017 renoviert und zur Beheizung an eine Biogasanlage angeschlossen. Die Unterhaltung und der Betrieb des Freibades wird vom örtlichen Förderverein des Freibades unterstützt.

## Persönlichkeiten
- Friedrich Schultze (1808–1906), deutscher Landwirt und Abgeordneter, 1853 bis 1903 Bürgermeister von Vasbeck